# Thương hiệu số
Thương hiệu số là một loại kỹ thuật quản trị thương hiệu, kết hợp giữa quảng bá thương hiệu thông qua internet và tiếp thị kỹ thuật số, tiếp thị trực tuyến để phát triển thương hiệu trên một loạt các kênh kỹ thuật số, bao gồm các mối quan hệ xây dựng dựa trên internet, ứng dụng xây dựng dựa trên các thiết bị hoặc nội dung truyền thông. Thương hiệu số đã nổi lên mạnh mẽ trong thập kỷ qua và được bắt nguồn từ tiếp thị trực tiếp.
Trái ngược với tiếp thị kỹ thuật số, xây dựng thương hiệu số nhằm tạo ra kết nối giữa người tiêu dùng và các sản phẩm hoặc dịch vụ được cung cấp. Từ đó, nhận diện thương hiệu được thiết lập trong thế giới kỹ thuật số. Tóm lại, mục tiêu của thương hiệu số không nhất thiết phải thúc đẩy doanh số, mà là để nâng cao nhận thức, hình ảnh và phong cách của thương hiệu, từ đó thúc đẩy lòng trung thành lâu dài của các khách hàng.
Thiết lập thương hiệu số bao gồm bốn yếu tố chính:
1. Xây dựng câu chuyện thương hiệu số
2. Sáng tạo trong truyền thông kỹ thuật số và tiếp thị kỹ thuật số
3. Các kênh và nội dung số được phân phối cho các kênh dựa trên dữ liệu và thói quen của người tiêu dùng
4. Tạo mối quan hệ kỹ thuật số

## Thương hiệu số qua từng thời kỳ
Thương hiệu đã có từ rất lâu đời. Ngay từ cuộc cách mạng công nghiệp, quản trị thương hiệu không chỉ đơn giản là hình ảnh tượng trưng hoặc logo sản phẩm hoặc dịch vụ. Nó còn được hiểu như một cuộc trò chuyện, trao đổi cùng khách hàng về các đặc tính, lợi ích, cách sống và cảm xúc.
Một sự kiện quan trọng đã xảy ra và tạo ra sự ảnh hưởng lớn đến việc quảng bá thương hiệu đó là cuộc cách mạng kỹ thuật số - diễn ra vào khoảng những năm 1950. Cuộc cách mạng này đã mở ra những thay đổi lớn về công nghệ, internet ra đời, sự phát triển của các thiết bị và nền tảng mới, từ đó đã ảnh hưởng đến những hoạt động quảng trị thương hiệu truyền thống.
Thương hiệu số bắt nguồn từ khái niệm của Quản trị thương hiệu truyền thống & sự ảnh hưởng của cuộc cách mạng kỹ thuật số. Theo đó, thương hiệu của những thời kỳ truyền thống dễ dàng nắm chắc phần thắng khi đổ nhiều tiền vào quảng cáo. Ví dụ, việc đầu tư vào mảng kết nối cảm xúc giữa thương hiệu và người mua của Coca Cola trong thập niên 50-90 là vô nghĩa khi hầu hết các quảng cáo truyền thông đều được xây dựng theo mô hình 1 chiều. Nhưng hiện nay, nhờ vào sự phát triển của công nghệ số như mạng xã hội, internet và nhóm khách hàng yêu thích kết nối, thương hiệu số bắt đầu phát triển.
Năm 2015, quản trị thương hiệu được nâng lên một tầm cao mới. Thương hiệu lúc này được định nghĩa là cụm từ dành cho sự mong chờ, trải nghiệm và gắn kết của khách hàng toàn cầu. Trong đó, cụm từ nổi bật nhất chính là "trải nghiệm". Các thương hiệu mong muốn có thể đem đến trải nghiệm phù hợp với hình ảnh định vị, lời hứa thương hiệu và mong chờ người tiêu dùng mà họ đã đặt ra. Không quan trọng thương hiệu của bạn là Coca Cola hay Rolex, hay thậm chí là một quán cà phê nhỏ tại địa phương, trải nghiệm UX bạn mang đến cho khách hàng không nhất thiết phải đẹp, sang hay nhanh mà cần phù hợp với thương hiệu của bạn. Việc trải nghiệm này giúp khách hàng có được sự tương tác qua lại với thương hiệu và từ đó, tăng cường lòng trung thành của họ, cung cấp thêm thông tin mà họ sẵn lòng chia sẻ và tạo nên tính đồng nhất thương hiệu.
Không có một ghi chép cụ thể nào về sự xuất hiện của Digital Branding. Thuật ngữ này được sử dụng rộng rãi trong khoảng 5 năm gần đây với sự phát triển nhanh chóng của công nghệ thông tin cùng những thay đổi cách mạng số của cuộc cách mạng công nghệ 4.0.
Digital branding xuất hiện khi số lượng người sử dụng internet ngày càng tăng lên, ở mọi tầng lớp, mọi lứa tuổi. Đây là cơ hội cho các nhà quản trị thương hiệu dễ dàng tiếp cận với khách hàng của mình hơn qua kênh truyền thông đầy tiềm năm này.

## Tác động của kỹ thuật số đến thương hiệu
Thông tin toàn diện hơn: Sự hỗn loạn thông tin về các công ty hay các khách hàng đã kéo dài rất lâu trong quá khứ. Điều này làm gia tăng các hạn chế như truy cập thông tin, chia cắt địa lý và tương tác giữa các khách hàng. Nhưng giờ đây, sự tồn tại của internet và các trang web giúp thu thập dữ liệu và cung cấp cho con người thông tin toàn diện, đã tạo điều kiện cho các thương hiệu và khách hàng tương tác nhiều hơn.
Sự kết nối giữa thương hiệu và khách hàng: Các công ty hiện nay đã có một phương tiện mạnh mẽ để thể hiện bản sắc và giá trị thương hiệu bằng các hình thức sáng tạo và hiệu quả. Việc số hóa đã giúp cho các thương hiệu đưa ra những cách thức tương tác, gắn kết với khách hàng mới lạ và quản lý tính nhất quán của việc trao quyền thương hiệu. Từ đó, sự kết nối giữa thương hiệu và khách hàng trước đây bị thiếu, nay được tăng cường.
Sự hình thành hình thức "Đồng sáng tạo": Một tác động khác đối với thực tiễn xây dựng thương hiệu là sự xuất hiện của hình thức đồng sáng tạo. Đây được xem là sự thay thế cho các mối quan hệ khách hàng lâu dài, lòng trung thành của khách hàng và lợi nhuận cuối cùng. Tại đây, nỗ lực chung được hình thành giữa các công ty và khách hàng trong các giai đoạn khác nhau của sản phẩm. Nó củng cố sự gắn kết và xây dựng lòng trung thành và sự tham gia của khách hàng. Coca-Cola là một ví dụ tuyệt vời về việc đồng sáng tạo giá trị thành công.
Bên cạnh việc gắn kết với khách hàng, ngày càng có nhiều sự hợp tác tích cực giữa các công ty và các trung gian của họ. Điều này dẫn đến truyền thông hợp tác lành mạnh, tái thiết kế sáng tạo và ý thức cùng tồn tại giữa các đối thủ trên thị trường. Một ví dụ về điều này là cách Coca-Cola hợp tác với Heinz để phát triển các container bền vững hơn.

## Lợi ích từ việc ứng dụng thương hiệu số[9]
Đa kênh: Việc sở hữu một thương hiệu số mạnh cho phép doanh nghiệp dàn trải sang nhiều nền tảng trực tuyến khác nhau, bao gồm các kênh như quảng cáo trực tuyến, quảng cáo tìm kiếm, trang trò chuyện và các nền tảng mạng xã hội. Có thể quảng bá thương hiệu của bạn trên nhiều nền tảng khác nhau là một lợi ích lớn cho bất kỳ doanh nghiệp nào vì nó cho phép một thông điệp thương hiệu duy nhất được gửi đến nhiều khách hàng khác nhau, nhưng được cá nhân hóa cho mỗi người.
Tính lan tỏa: Trong thời đại công nghệ số hiện nay, việc lan tỏa thông tin truyền thông là rất quan trọng. Điều này nghĩa là thông tin cần được thể hiện hết mức có thể trong thời gian ngắn. Mặc dù tính lan tỏa bị lạm dụng trong quá khứ nhưng nay có thể trở thành yếu tố có lợi lớn nhất cho doanh nghiệp. Lan tỏa không nhất thiết là một kế hoạch có sẵn từ trước mà chỉ đơn giản là kết quả sau nỗ lực marketing của thương hiệu. Và với thương hiệu số, các thương hiệu dễ dàng truyền thông hơn thông qua hành động của người dùng (như: chia sẻ bài viết, đóng góp ý kiến, yêu thích và đề xuất bài viết, ...).
Vận may: Để có tính lan tỏa, thương hiệu còn phải tùy thuộc vào vận may. Tuy nhiên, họ cũng có thể thực hiện các phương pháp để gia tăng vận may này. Thứ nhất, thương hiệu cần nhất quán: Đăng bài viết thường xuyên và đăng trên càng nhiều kênh càng tốt. Cơ hội tăng lòng trung thành của khách hàng sẽ gia tăng khi doanh nghiệp lan truyền bài viết của mình. Tính lan tỏa tuy không thể hoàn toàn cậy trông được nhưng việc nhất quán trong bài viết là một chiến lược tốt để xây dựng sự hiện diện của kênh online.
Sự khác biệt: Trong thời đại ngày nay, sự cạnh tranh rất khốc liệt ở hầu hết mọi lĩnh vực và nếu một doanh nghiệp có những nét đặc trưng riêng sẽ giữ được họ đứng vững trên thị trường. Thương hiệu số thực hiện điều đó bằng cách tập hợp tất cả các điểm mạnh và thành công của doanh nghiệp. Nó sẽ giúp tạo ấn tượng và phân biệt với các đối thủ cạnh tranh. Bằng cách tiếp tục đi đầu trong lĩnh vực kỹ thuật số, doanh nghiệp có thể đi trước đối thủ cạnh tranh và tiếp cận khách hàng mục tiêu theo những cách mới.
Ngoài ra, nhiều kênh kỹ thuật số được thiết kế đơn giản chỉ cho mục đích gia tăng mức độ kết nối. Trang mạng xã hội là một ví dụ điển hình, nhưng doanh nghiệp cũng có thể chia sẻ thông điệp thương hiệu online bằng các cách khác nhau nhằm thu lại đóng góp khách hàng và sự tương tác trực tiếp. Những phương pháp này phù hợp hơn tiếp thị truyền thống khi doanh nghiệp mong muốn giữ vững mối quan hệ với khách hàng.

### Lợi ích của thương hiệu số lên các tổ chức doanh nghiệp
Đối với doanh nghiệp: Khách hàng ngày càng yêu cầu hình ảnh thương hiệu của doanh nghiệp rõ ràng hơn. Khi doanh nghiệp tập trung xây dựng thương hiệu số mạnh mẽ, họ sẽ có kiến thức sâu rộng hơn về mức độ tương tác với khách hàng trong thời đại công nghệ số. Điều này không chỉ ảnh hưởng đến marketing của doanh nghiệp, mà còn đến hệ thống vận hành của doanh nghiệp.
Đối với tổ chức phi lợi nhuận: Thương hiệu số có thể là một yếu tố quyết định đến ngân quỹ của tổ chức, và gia tăng sự nhận biết về mục đích thành lập tổ chức là gì. Người đóng góp quỹ có thể chấp nhận sự nhiệt thành của tổ chức khi họ xem xét nỗ lực công nghệ số của tổ chức này. Một tổ chức phi lợi nhuận trong thời đại kỹ thuật số sẽ chuyển mình trở nên sáng tạo hơn, nhạy bén hơn và thông minh hơn.
Đối với doanh nghiệp vừa và nhỏ: Hầu hết thương hiệu số của doanh nghiệp sẽ dựa vào quyết định của người sở hữu doanh nghiệp hoặc CEO. Một thương hiệu số mạnh mẽ có thể giúp khác biệt hóa so với đối thủ cạnh tranh và truyền tải lý do vì sao doanh nghiệp độc đáo. Trong thị trường đông đối thủ, doanh nghiệp cần làm mọi thứ để đứng ở vị trí cao nhất nhằm giành chiến thắng. Nhưng hầu hết các doanh nghiệp vừa và nhỏ không có đủ ngân sách để cạnh tranh với 100 doanh nghiệp mạnh nhất. Vì thế, bằng cách theo đuổi chiến lược kỹ thuật số, doanh nghiệp vừa và nhỏ có thể giảm bớt chi phí thay cho chiến lược truyền thống. Và để làm được vậy, họ cần thiết lập thương hiệu số mạnh mẽ nhằm tiếp cận nhiều khách hàng một cách hiệu quả hơn.

## Các kênh thương hiệu số
Theo CEO của Mabbly, Hank Ostholthoff, thương hiệu số được tạo điều kiện bởi nhiều kênh. Vì mục tiêu cốt lõi của một nhà quảng cáo là tìm các kênh dẫn đến giao tiếp hai chiều tối đa và Return on marketing investment (ROI, ROMI, ROM,...) tổng thể tốt hơn cho thương hiệu. Có nhiều kênh tiếp thị trực tuyến có sẵn, cụ thể là:
1. Tiếp thị truyền thông xã hội: Tiếp thị truyền thông xã hội là một phần của tiếp thị số. Sự khác biệt của tiếp thị truyền thông xã hội với truyền thông truyền thống là nhờ bởi môi trường mạng xã hội và website của công nghệ số. Ngày nay, tiếp thị truyền thông xã hội trở nên phổ biến hơn thảy và trở thành điểm giao nhau hoàn hảo giữa doanh nghiệp và người dùng. Ngoài ra, doanh nghiệp hoặc tổ chức chính phủ cũng có thể dùng tiếp thị truyền thông xã hội nhằm quản lý dữ liệu và thu thập thông tin người dùng cung cấp, còn gọi là "earned media", thay cho quảng cáo thông thường.
2. Tiếp thị đa phương tiện (Cross-media marketing)[11]: Tiếp thị đa phương tiện là một phần của truyền thông chéo. Theo đó, doanh nghiệp không chỉ quảng bá trên các kênh truyền thống mà còn mở rộng và kết hợp các kênh kỹ thuật số, như: e-mail, mạng xã hội, phim ảnh, .... Hầu hết các dạng tiếp thị đa phương tiện này đều được thực hiện rất tinh vi đến nỗi người dùng không nhận ra họ đang được tiếp thị. Ví dụ, khi người dùng xem American Idol và thấy thương hiệu Coca Cola trên ly nước của ban giám khảo thì đến một lúc nào đó, Coca Cola sẽ trở thành một cái tên quen thuộc trong tâm trí họ dù họ có mua hay không mua thương hiệu này[12].
3. Phương tiện bán lẻ (Retail media): Đây là kênh tiếp thị giúp người dùng đưa ra quyết định lựa chọn khi họ đứng trước quá nhiều thương hiệu khác nhau trên thị trường. Kỹ thuật đơn giản nhất bao gồm tặng quà, coupon, phiếu giảm giá, quảng cáo trong cửa hàng, quảng cáo online,... Phương tiện bán lẻ không phải lúc nào cũng được thực hiện bởi người chủ sở hữu cửa hàng bán lẻ mà đôi khi bởi các công ty quảng cáo truyền thông.
4. Tiếp thị liên kết (Affilate marketing): Đây là mô hình tiếp thị dựa trên marketing kỹ thuật số. Trong đó, nhà phân phối (affiliate/ publisher) dựa vào các nguồn lực công ty, như website, để quảng bá các sản phẩm của nhà cung cấp (advertiser/ merchant) đến khách hàng (customer). Sau đó, nhà phân phối sẽ nhận được số tiền hoa hồng theo thỏa thuận thanh toán theo CPC, CPS, CPM, ....
5. Quảng cáo hiển thị (Display advertising): Đây là một trong những hình thức quảng cáo trực tuyến và thuộc nhóm Paid Media. Theo đó, người muốn được quảng cáo thông điệp, hình ảnh (advertiser) sẽ phải trả một khoản phí nhất định cho người quảng cáo (publisher) và các quảng cáo sẽ được thể hiện qua các kênh khác nhau: website, mạng xã hội, ứng dụng điện thoại, ....
6. Quản trị thương hiệu trực tuyến (Internet branding): Là một kỹ thuật quản lý thương hiệu sử dụng World Wide Web & Social Media Channel làm phương tiện để định vị thương hiệu trên thị trường. Xây dựng thương hiệu ngày càng quan trọng với những tiến bộ của internet, hầu hết các doanh nghiệp đang khám phá các kênh trực tuyến khác nhau, bao gồm công cụ tìm kiếm, phương tiện truyền thông xã hội, thông cáo báo chí trực tuyến, thị trường trực tuyến, để thiết lập mối quan hệ mạnh mẽ với người tiêu dùng và xây dựng nhận thức về thương hiệu của họ. 
  - Tiếp thị qua Email (Email marketing): Hành động gửi một thông điệp thương mại, thường là cho một nhóm người, sử dụng email. Theo nghĩa rộng nhất của nó, mỗi email được gửi đến một khách hàng tiềm năng hoặc hiện tại có thể được coi là tiếp thị qua email. Nó liên quan đến việc sử dụng email để gửi quảng cáo, yêu cầu kinh doanh hoặc thu hút bán hàng hoặc quyên góp. Chiến lược tiếp thị qua email thường tìm cách đạt được một hoặc nhiều trong ba mục tiêu chính, để xây dựng lòng trung thành, niềm tin hoặc nhận thức về thương hiệu.
  - Tiếp thị tìm kiếm (Search engine marketing): Là quá trình có được lưu lượng truy cập hoặc khách hàng thông qua các công cụ tìm kiếm như Google, Bing, Yahoo và những người khác. Tiếp thị tìm kiếm thường liên quan đến hai ngành: SEO (tối ưu hóa công cụ tìm kiếm) và SEM (tiếp thị công cụ tìm kiếm). Sau đó, doanh nghiệp thực hiện phân tích tìm kiếm (Search Analytics) bao gồm phân tích xu hướng, tìm kiếm ngược, bảng xếp hạng keyword, lịch sử quảng cáo, ngân sách quảng cáo, so sánh các website, ....
  - Phương tiện truyền thông xã hội (Social media): Việc sử dụng các trang truyền thông xã hội dựa trên Internet để kết nối với bạn bè, gia đình, đồng nghiệp, khách hàng hoặc khách hàng. Mạng xã hội có thể có mục đích xã hội, mục đích kinh doanh hoặc cả hai, thông qua các trang web như Facebook, Twitter, LinkedIn và Instagram, trong số những người khác. Mạng xã hội đã trở thành một cơ sở quan trọng cho các nhà tiếp thị tìm cách thu hút khách hàng.
  - Truyền thông mạng xã hội (Social networking)[13]: là trang web, ứng dụng cho phép những người có cùng sở thích cùng nhau chia sẻ thông tin, ảnh và video. Những người tham gia vào mạng xã hội có thể đang hoạt động như một nỗ lực cá nhân hoặc một doanh nghiệp có thể tương tác bằng cách sử dụng các hình thức truyền thông khác nhau để thảo luận về cuộc sống và sở thích của họ[14].
  - PR trực tuyến: Quan hệ công chúng trực tuyến (E-PR, Digital PR) đề cập đến việc sử dụng internet để liên lạc với cả khách hàng tiềm năng và khách hàng hiện tại trong cộng đồng trực tuyến. Chức năng của nó như một web ảnh hưởng giữa đến công dân mạng và nó nhằm mục đích đưa ra những nhận xét mong muốn về một tổ chức, sản phẩm và dịch vụ của họ, tin tức được xem bởi khách hàng mục tiêu và giảm bớt những bình luận không mong muốn ở mức độ lớn.
7. Quảng cáo trong game: Game Advertising hay In-game advertising (IGA) là một hình thức quảng cáo trên các trò chơi trên máy tính hoặc điện thoại. Quảng cáo trong trò chơi là một chiến lược kiếm tiền mà các nhà phát triển trò chơi sử dụng để tăng doanh thu cho trò chơi của họ. Các nhà phát triển trò chơi kiếm tiền và được trả tiền bằng cách hiển thị quảng cáo trên thiết bị di động cho người dùng trong quá trình họ đang chơi game[15]. IGA khác với "advergame" - một trò chơi cụ thể được xây dựng để quảng cáo cho sản phầm.
8. Quảng cáo video[16]: Quảng cáo video bao gồm các quảng cáo hiển thị trực tuyến có video bên trong chúng, nhưng thông thường, quảng sẽ xuất hiện trước, trong và/hoặc sau một luồng video trên internet. Các đơn vị quảng cáo được sử dụng trong trường hợp này là pre-roll, mid-roll và post-roll và tất cả các đơn vị quảng cáo này giống như quảng cáo tại chỗ truyền thống mà bạn thấy trên truyền hình, mặc dù thường chúng bị "cắt giảm" để ngắn hơn phiên bản hơn so với các đối tác TV của họ nếu họ đang chạy trực tuyến.
9. SMS Marketing: Quảng cáo SMS là một hình thức tiếp thị di động cho phép doanh nghiệp thu hút người dùng trên thiết bị di động. Đó là một cách để nhắn tin cho khách hàng tiềm năng, khách hàng và VIP của doanh nghiệp, là một kỹ thuật tiếp thị cho phép doanh nghiệp chia sẻ tin nhắn văn bản tới một cá nhân hoặc một nhóm người dùng[17].

## Phân biệt Digital Branding và Digital Marketing
Marketing kỹ thuật số là một tập hợp nhiều hoạt động marketing trên nền tảng trực  tuyến và công nghệ như máy tính, điện thoại di động, và các kênh truyền thông kỹ thuật số khác để xúc tiến, quảng bá cho sản phẩm và dịch vụ, và tạo các tác động nhằm thay đổi hành vi của người dùng hoặc đối tượng mục tiêu.
Trong khi đó, thương hiệu số miêu tả việc các doanh nghiệp xây dựng các chiến lược và hoạt động quảng bá thương hiệu dựa trên các nền tảng, thiết bị kỹ thuật số. Mục tiêu chính của Thương hiệu Số là tiếp cận, tác động đến nhận thức của khách hàng, cung cấp các giá trị, truyền cảm hứng và gia tăng lòng trung thành của khách hàng.

## Những xu hướng thương hiệu số nổi bật[9]

### Tối ưu hóa điện thoại di động
Khá nhiều người có điện thoại di động ngày nay và vì vậy tối ưu hóa nội dung của bạn cho phương tiện này là điều bắt buộc. Nó đã được ước tính rằng có đến 40% người tiêu dùng sẽ rời khỏi trang đích nếu nó không được tối ưu hóa cho nền tảng di động. Do đó, những công ty thân thiện với thiết bị di động đang ở một vị trí tốt hơn nhiều để xây dựng quan hệ khách hàng mạnh mẽ và tạo ra một thương hiệu đáng nhớ.
Một thực tế đơn giản là bằng cách tối ưu hóa nội dung của doanh nghiệp để có thể xem nó từ bất cứ đâu, doanh nghiệp sẽ nhận được nhiều lượt xem hơn về những thứ họ đăng. Vì nội dung được thiết kế để truyền thông điệp thương hiệu của doanh nghiệp đến người tiêu dùng, doanh nghiệp sẽ tạo ra nhận thức về thương hiệu nhiều hơn nhờ vào việc tối ưu hóa nội dung cho thiết bị di động.

### Phương tiện truyền thông xã hội
Phương tiện truyền thông xã hội đang phát triển mạnh hơn bao giờ hết. Chỉ riêng ở Mỹ, hơn ba phần tư dân số có ít nhất một hồ sơ trên mạng xã hội. Khi nói đến các công ty phát triển chiến lược Thương hiệu Số của họ, phương tiện truyền thông xã hội thường là một trong những con đường đầu tiên được nghĩ đến và  thảo luận. Nhưng doanh nghiệp cần lưu ý rằng, trong khi một số nền tảng như LinkedIn và Instagram đang tăng trưởng đều đặn, những nền tảng khác như Twitter không hoạt động tốt như vậy.

### Cộng đồng
Xây dựng cộng đồng là một công cụ tuyệt vời để xây dựng thương hiệu kỹ thuật số. Những người tham gia vào một cộng đồng có nhiều khả năng ở lại với thương hiệu và có các đóng góp tích cực. Sau đó, họ có nhiều khả năng sẽ chọn thương hiệu của doanh nghiệp khi đến lúc mua hàng. Ngày nay, các nền tảng kỹ thuật số cung cấp nhiều cách để xây dựng và duy trì một cộng đồng.
Nhiều công ty đã tìm thấy thành công trong việc xây dựng một cộng đồng thông qua các công cụ như "nhóm Facebook". Bằng cách tạo một nhóm, nơi khách hàng và khách hàng tiềm năng có thể tương tác với nhau, chia sẻ những câu chuyện và lời khuyên về sản phẩm của bạn và những trải nghiệm họ đã có với thương hiệu, doanh nghiệp đã cho họ động lực để gắn bó với thương hiệu của mình bằng sự lựa chọn. Đó là một cách hữu ích để xây dựng lòng trung thành thương hiệu và nếu Nhóm trở nên phổ biến, nó sẽ ngày càng phát triển một cách tự nhiên.

### Trải nghiệm người dùng
Với Internet ngày càng nhanh, sẽ có cơ hội hợp lý hóa các tương tác trực tuyến của doanh nghiệp theo cách mà họ không thể trước đây. Doanh nghiệp có thể theo dõi và tối ưu hóa mọi tương tác UX để người tiêu dùng hoàn toàn thoải mái và được thăm hỏi, hỗ trợ trong khi sử dụng trang web/ ứng dụng của doanh nghiệp.
Một ví dụ về điều này, các cửa hàng trực tuyến có thể ngày càng được xây dựng để nhân rộng trải nghiệm khi ở trong một cửa hàng bán lẻ. Với tốc độ nhanh hơn và tối ưu hóa tốt hơn, người tiêu dùng dễ dàng lựa chọn sản phẩm hơn, tìm chi tiết sản phẩm, đặt câu hỏi, thanh toán bằng nhiều phương pháp khác nhau và hơn thế nữa. Đây là một chiến lược thương hiệu kỹ thuật số tuyệt vời bởi vì hầu hết mọi công ty chắc chắn muốn thương hiệu của họ được liên kết với trải nghiệm khách hàng tích cực, dễ dàng và trực quan.

### Chatbots
Nhờ sự tăng tốc của trí tuệ nhân tạo, sự phát triển của chatbot là dấu hiệu tích cực đối với cả doanh nghiệp, đối tác và người dùng. Mọi người thích nhận được câu trả lời ngay lập tức. Nếu họ không nhận được câu trả lời mà họ đang tìm kiếm thì họ thường mất hứng thú rất nhanh, từ đó, chatbot đã cho thấy sự hữu ích vì chúng có thể chạy 24/7. Doanh nghiệp cũng có thể cá nhân hóa nội dung bằng giọng nói thương hiệu của mình bằng chatbot. Đây là một cơ hội tuyệt vời để tiếp tục gắn bó với khách hàng của bạn, cũng như giải quyết các truy vấn của họ một cách chính xác và kịp thời. Trong thời đại công nghệ số hiện nay, các doanh nghiệp có thể sử dụng công cụ Chatbot nhằm thúc đẩy tương tác đối thoại với khách hàng thông qua các hoạt động tiếp thị đàm thoại - Conversational Marketing.